# Stała Erdősa-Borweina
Stała Erdősa-Borweina – suma szeregu złożonego z odwrotności liczb Mersenne’a. Nazwana tak na cześć matematyków Paula Erdősa i Petera Borweina.
Z definicji
{\displaystyle E_{B}=\sum _{n=1}^{\infty }{\frac {1}{2^{n}-1}}\approx 1{,}60669\ 51524\ 15291\ 763\dots }
Można pokazać, że następujące określenia są równoważne z powyższą definicją:
{\displaystyle E_{B}=\sum _{n=1}^{\infty }{\frac {1}{2^{n^{2}}}}{\frac {2^{n}+1}{2^{n}-1}}}
{\displaystyle E_{B}=\sum _{m=1}^{\infty }\sum _{n=1}^{\infty }{\frac {1}{2^{mn}}}}
{\displaystyle E_{B}=1+\sum _{n=1}^{\infty }{\frac {1}{2^{n}(2^{n}-1)}}}
{\displaystyle E_{B}=\sum _{n=1}^{\infty }{\frac {\sigma _{0}(n)}{2^{n}}}}
gdzie {\displaystyle \sigma _{0}(n)=d(n)} jest funkcją, przypisującą liczbie n liczbę jej dodatnich podzielników. Aby dowieść równoważność powyższych sum, wystarczy zauważyć, że można je zapisać w postaci szeregu Lamberta.
W roku 1948 Paul Erdős pokazał, że liczba {\displaystyle E_{B}} jest niewymierna.